# فريديريش فليك

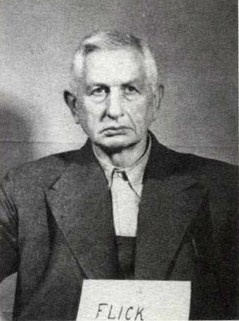
فريديريش فليك أثناء محاكمات نورنبيرغ.

ولد فريديريش فليك  سنة 1883 و توفي سنة 1972 وهو من أثري رجال الأعمال في جمهورية فايمر, هو عضو وأحد مؤسسي الحزب النازي، و منتج الأسلحة لأدولف هتلر.
بدأ فليك نشاطه الصناعي في مجال الحديد، ثم الورق والبلاستيك لاحقا. كما استغل نفوذه وعلاقاته بأعضاء في الحكومة ليكسب المزيد من الأولويات ولتسليح الجيش الألماني أثناء الحرب الباردة وبعدها.

## الأسرة
أنجب فليك ثلاثة أبناء من زوجته ماريي فرو (Marie Frau) و هم أوتو إرنيست، كارل ورودولف. توفي الأخير سنة 1919 في الحرب العالمية الثانية في عمره واحد وعشرين سنة.

## المحاكمة
حكمة عليه محكمة نورنبيرغ بالسجن لمدة سبعة سنوات بتهمة إستغلال أسرى حرب، تم الإفراج عنه بعد ثلاتة سنوات.
توفي فليك سنة 1972 و هو من أثري أثرياء العالم، ليرثه ابنه كارل الذي عاش بين 1927 و 2006.
ترك فليك ثروة طائلة كما ترك أيضا عداء لليهود وللعديد من المنظمات الإنسانية نظرا لعدم الاعتراف بإستغلال سجناء الحرب ورفض تعويضهم. كما رفض ابنيه التعويض خاصة كارل الوريث الوحيد. و لا يزال أحفاد فليك ملاحقين بهذه القضية وتداعياتها و من بينها رفض زوريخ معرض للفن الحديث أراد تنظيمه كريستيان فليك

## روابط خارجية
- فريديريش فليك على موقع الموسوعة البريطانية (الإنجليزية)
- فريديريش فليك على موقع مونزينجر (الألمانية)